# Anke Kortemeier
Anke Kortemeier (* 9. November 1975 in München) ist eine deutsche Schauspielerin, Moderatorin und Synchronsprecherin.

## Leben und Wirken
Durch eine Bekannte ihrer Mutter kam Anke Kortemeier bereits 1980 zum Synchronsprechen. Sie sprach in vielen tschechischen Märchenfilmen.
1994 stand sie das erste Mal für einen ZDF-Dreiteiler vor der Kamera. Sie bekam privaten Schauspielunterricht, hat aber nie eine Schauspielschule besucht. Nachdem sie 1995 und 1996 schon bei ARD und ZDF das  Kinderferienprogramm Ferienfieber moderiert hatte, setzte sie sich ein Jahr später als Moderatorin für die Kindersendung Tabaluga tivi durch, welche sie an der Seite von Marco Ströhlein präsentierte.
Es folgten weitere Rollen in Serien und Filmen sowie etliche Moderationen beim Disney Channel. In den letzten Jahren konzentrierte sich Kortemeier allerdings verstärkt auf ihre Tätigkeiten als Synchronsprecherin, sie ist u. a. die deutsche Stimme von Lindsay Lohan.
Privat lebt sie verheiratet in München und setzt sich sehr für Kinder und Tiere in Afrika ein. Eines ihrer größten Hobbys ist der Gesang.
Sie ist außerdem als Luvlee (Isla Fisher) im Kinofilm The Lockout zu hören.

## Moderationen
- Tabaluga tivi (1997–1999)
- Star Kids (2004)
- Playhouse Disney (2004)

## Filmografie (Auswahl)
- 1996: Ein Bayer auf Rügen
- 1996: Der Bulle von Tölz – Palermo ist nah (Fernsehreihe)
- 1997: Kinderärztin Dr. Leha
- 1997: Frauenarzt Dr. Markus Merthin (Fernsehserie, Folge Unverträglichkeiten)
- 1998: Ärzte (Fernsehserie, 2 Folgen)
- 1999: Küstenwache (Fernsehserie, 13 Folgen)
- 2000: Die Schule am See (Fernsehserie, 13 Folgen)
- 2000: Die Cleveren (Fernsehserie, Folge Der Rosenkavalier)
- 2003: Tatort – Außer Kontrolle (Fernsehreihe)
- 2003: Mein Leben & Ich (Fernsehserie, Folge Freunde und Lover)
- 2004: Realitycheck
- 2005: Deutschmänner
- 2009: Drei - Spagettispot

## Synchronisationen (Auswahl)

### Filme
- 1993: Asia Argento in Aura als Aura Petrescu
- 1997: Sarah Michelle Gellar in Scream 2 als Casey Cooper
- 1998: Jordana Brewster in Faculty – Trau keinem Lehrer als Delilah Profitt
- 1998: Monica Keena in Strike – Mädchen an die Macht! als Tinka Parker
- 1998: Selma Blair in Cool Girl als Darcy
- 1999: Clea DuVall in Wildflowers – Geheimnisvoller Sommer als Cally
- 2001: Heather Matarazzo in Plötzlich Prinzessin als Lilly Moscowitz
- 2001: Maggie Gyllenhaal in Unterwegs mit Jungs als Amelia
- 2002: Maggie Gyllenhaal in Adaption. als Caroline Cunningham
- 2002: Meghan Black in Carrie als Norma Watson
- 2002: Merritt Wever in Signs – Zeichen als Tracey Abernathy
- 2003: Jena Malone in Unterwegs nach Cold Mountain als Ferry Girl
- 2003: Lindsay Lohan in Freaky Friday – Ein voll verrückter Freitag als Anna Coleman
- 2003: Sarah Drew in Sie nennen ihn Radio als Mary Helen Jones
- 2004: Heather Matarazzo in Plötzlich Prinzessin 2 als Lilly Moscovitz
- 2004: Kat Dennings in Raise Your Voice – Lebe deinen Traum als Sloane
- 2004: Keira Knightley in King Arthur als Guinevere
- 2004: Lindsay Lohan in Bekenntnisse einer Highschool-Diva als Mary Elizabeth "Lola" Cep
- 2004: Meghan Black in Flug 323 – Absturz über Wyoming als Michelle McGregor
- 2005: Jennifer Carpenter in Der Exorzismus von Emily Rose als Emily Rose
- 2005: Lindsay Lohan in Herbie Fully Loaded – Ein toller Käfer startet durch als Maggie Peyton
- 2005: Sumi Shimamoto in Nausicaä aus dem Tal der Winde als Nausicaä
- 2005: Monica Keena in Zickenterror an der High School als Brooke
- 2007: Heather Matarazzo in Hostel 2 als Lorna
- 2007: Isla Fisher in Die Regeln der Gewalt als Luvlee
- 2007: Lindsay Lohan in Georgias Gesetz als Rachel Wilcox
- 2008: Whitney Cummings in Verliebt in die Braut als Stephanie
- 2011: Louise Bourgoin in Ein freudiges Ereignis als Barbara Dray
- 2011: Rebecca Hall in The Awakening als Florence Cathcart
- 2011: Ophelia Lovibond in Freundschaft Plus als Vanessa
- 2013: Louise Bourgoin in Die Nonne als Oberin Christine
- 2015: Oona Castilla Chaplin in Kein Ort ohne dich als Ruth Pfeffer
- 2016: Gemma Chan in Phantastische Tierwesen und wo sie zu finden sind als Madame Ya Zou
- 2020: Anika Noni Rose in Jingle Jangle Journey: Abenteuerliche Weihnachten! als Jessica Jangle

### Serien
- 2001–2003: Yuki Matsuoka in Doremi als Sophie Senoo
- 2002–2005/2012: Yumi Tōma in Slayers als Sylphiel Nels Lahda
- 2003–2004: Ryō Hirohashi in Sonic X als Miles "Tails" Prower
- 2012–2013: Oona Chaplin in Game of Thrones als Talisa Stark (geb. Maegyr)
- 2014–2015: Christie Laing in Once Upon a Time – Es war einmal … als  Marian
- 2015–2016: Eva Amurri Martino in Undateable als Sabrina
- 2015–2019: Alexa Davalos in The Man in the High Castle als Juliana Crain
- 2016: Tuva Novotny in Nobel als Johanne Riiser
- seit 2017: Oona Chaplin in Taboo als Zilpha Geary
- 2021: Ilana Kohanchi in WandaVision als Iryna Maximoff
- 2023: Celeste Loots in One Piece als Kaya